# Kanton Le Creusot-2
Der Kanton Le Creusot-2 ist seit 2015 ein französischer Wahlkreis im Département Saône-et-Loire in der Region Bourgogne-Franche-Comté. Er umfasst fünf Gemeinden im Arrondissement Autun und hat seinen Hauptort (frz.: bureau centralisateur) in Le Creusot. 

## Gemeinden
Der Kanton besteht aus fünf Gemeinden und Gemeindeteilen mit insgesamt 15.665 Einwohnern (Stand: 1. Januar 2022) auf einer Gesamtfläche von 88,81 km²:
| Gemeinde                 | Einwohner 1. Januar 2022 | Fläche km² | Dichte Einw./km² | Code INSEE | Postleitzahl |
| ------------------------ | ------------------------ | ---------- | ---------------- | ---------- | ------------ |
| Le Breuil                | 3.508                    | 28,80      | 122              | 71059      | 71670        |
| Le Creusot               | 8.806                    | 6,49       | 1.357            | 71153      | 71200        |
| Saint-Firmin             | 785                      | 15,77      | 50               | 71413      | 71670        |
| Saint-Pierre-de-Varennes | 837                      | 23,08      | 36               | 71468      | 71670        |
| Saint-Sernin-du-Bois     | 1.729                    | 14,67      | 118              | 71479      | 71200        |
| Kanton Le Creusot-2      | 15.665                   | 88,81      | 176              | 7113       | –            |

1. ↑   Nur der östliche Teil der Gemeinde, der Rest gehört zum Kanton Le Creusot-1.